# Premnis
Premnis fou una ciutat de Núbia a uns 20 km al sud de la Primera cascada del Nil, a la riba dreta.
Vers el 25 aC el rei de Mèroe, que ara tornava a residir a Napata, va intentar conquerir la part sud d'Egipte i va ocupar Elefantina i Siene, però fou rebutjat pel cap militar romà Petronius que va ocupar Dakka i Premnis (vers el 24 aC) i va entrar a Napata uns mesos després (vers 23 aC). La reina Candaces (Kandako, modern Candida) o Amanirenes va demanar un tractat de pau que li fou refusat i els romans es van emportar milers d'esclaus i botí. Finalment, la reina va apel·lar per la pau a Cèsar August, que li va concedir vers el 21 aC i es va establir la frontera, i el regne de Núbia (Mèroe) va quedar lliure de tribut. Dakka i Premnis foren retornats a Mèroe pels romans.